# Francesco Tonucci
Francesco Tonucci, noto anche con lo pseudonimo di Frato (Fano, 5 luglio 1940), è un pedagogista e scrittore italiano, autore di numerosi libri – tradotti in diverse lingue – sull'infanzia, l'educazione e la formazione dei docenti, sui quali ha anche realizzato vignette e illustrazioni..

## Biografia
Ha studiato pedagogia all'Università Cattolica del Sacro Cuore di Milano, ricevendo una robusta formazione filosofica attraverso l'insegnamento di professori come Gustavo Bontadini e Sofia Vanni Rovighi.
Nel 1962 ha iniziato la sua carriera professionale come insegnante di lettere in una scuola media privata a Salò sul Lago di Garda e, nel 1966, è diventato ricercatore presso l'Istituto di Psicologia del CNR di Roma, dove ha lavorato con ricercatori interessati ai problemi di apprendimento scolastico.
La sua ricerca si è concentrata sullo sviluppo cognitivo, sul pensiero, sul comportamento e sulla relazione tra cognizione e metodologia educativa dei bambini.
Nel 1968, per rendere più diretta ed efficace la comunicazione delle sue ricerche e riflessioni sulla scuola, sono nate le sue prime vignette, firmate con lo pseudonimo di "Frato". Tale pseudonimo non è altro che la fusione delle prime sillabe del suo nome e cognome.
Come fumettista, ha disegnato per la rivista "Riforma della Scuola" sotto la direzione di Lucio Lombardo Radice.
Amico del pedagogista e scrittore Mario Lodi, che l'ha introdotto nel Movimento di Cooperazione Educativa, e con il quale ha collaborato diversi anni alla redazione della collana “Biblioteca di lavoro”, ha collaborato in diverse occasioni con Loris Malaguzzi e Gianni Rodari.
Fra gli anni ’70 e ’90 è stato responsabile del reparto di Psicopedagogia dell’Istituto distaccato presso l'allora Giardino Zoologico di Roma, ora Bioparco di Roma, e si è dedicato a ricerche in ambito di educazione ambientale. In particolare ha realizzato il programma ANDREA (Archivio Nazionale di Documentazione e Ricerca di Educazione Ambientale) con un incarico e un importante finanziamento dei Ministeri dell'Ambiente e della Pubblica Istruzione.
Nel 1991 ha partecipato alla direzione scientifica del progetto La città dei bambini ideato e coordinato dal prof. Alfredo Pacassoni, iniziativa avente lo scopo di creare una città il cui punto di riferimento fossero i bambini. Il progetto ha avuto molto successo e si è diffuso in diverse parti del mondo, in particolare in Sudamerica dove, nel 2020, si contano più di 200 città aderenti.
Nel 1997 ha ricevuto dall'allora Presidente del Consiglio Romano Prodi l’incarico di presidente del Comitato per l'attuazione del codice di autoregolamentazione dei rapporti tra televisione e minori. Il Codice è stato redatto e approvato da parte di tutte le reti televisive pubbliche e private nell'ottobre 1997.
È stato collaboratore della Città della Scienza di Napoli per "Il laboratorio dei più piccoli" e collaboratore scientifico del progetto "Museo dei bambini", a Roma.

## Riconoscimenti
- Nel 2003 viene nominato professore honoris causa della Facoltà di Educazione della Pontificia Università Cattolica del Perù.
- Nel 2011 ottiene la medaglia d’oro al merito educativo della Giunta dell'Andalusia e viene nominato dottore honoris causa dell'Università Nazionale di La Plata[7] su proposta della Facoltà di Architettura e Urbanistica.
- Nel 2012 viene nominato dottore honoris causa dell'Università Nazionale del Litoral[8] su proposta della Facoltà di Scienze Umane.
- Nel 2014 riceve il Premio Marta Mata da parte dell'Associazione “Rosa Sensat” di Barcellona.
- Nel 2016 diventa dottore honoris causa dell'Università di Lleida[9], nonché ottiene un premio alla carriera da parte della rivista Psicologia e Scuola (Firenze).
- Nel 2017 viene nominato dottore honoris causa dell'Università di Oviedo[10]. Lo stesso anno riceve il Premio Andersen alla carriera e il premio Pajarita dei costruttori di giocattoli in Spagna.
- Nel 2018 viene nominato dottore honoris causa dell'Università Cattolica di Cordoba[11] e riceve il premio Piccolo Plauto alla carriera bandito da Rivista Infanzia (dell'Università di Bologna).
- Nel 2019 riceve il premio UNICEF (Comité Español[12]).
- Nel 2020 viene nominato Ashoka Fellow [13]
- Nel 2022 riceve la condecorazione di Commendatore della Repubblica Italiana da parte del Presidente della Repubblica [14]

## Opere
- La creatività. Spunti per un discorso educativo, Firenze, LEF, 1970.
- La ricerca come alternativa all'insegnamento, Firenze, LEF, 1972.
- A tre anni si fa ricerca (a cura di F. Tonucci, M. Cecchini, G. De Peppo, P. Giorgi, A. Messerini, M.R. Papini), Firenze, LEF, 1976.
- I materiali, Padova, La Linea Editrice, 1977.
- Il primo anno del nostro bambino (con G. Ricci), Milano, F.lli Fabbri Editori, 1980.
- Guida al giornalino di classe, Bari, Laterza, 1980.
- Con gli occhi del bambino, Milano, F.lli Fabbri Editori, 1981.
- Valutare per conoscere (con S. Caravita, E. Detti), Bologna, Il Mulino, 1983.
- Bambini si nasce, Firenze, La Nuova Italia, 1987.
- Bambini si diventa, Firenze, La Nuova Italia, 1989.
- Enseñar o aprender? La escuela como investigacion quince años despues, Editorial Graó, Barcelona, 1990.
- La solitudine del bambino, Firenze, La Nuova Italia, 1995.
- Con ojos de maestro, Buenos Aires, Troquel, 1995.
- La città dei bambini, Bari, Laterza, 1996.
- Cari genitori (con G. Masera),  Milano, Hoepli, 1998.
- Se i bambini dicono: adesso basta!, Bergamo, ZeroSeiUp, 2002.
- Il Consiglio dei bambini (con D. Renzi, A. Prisco), Roma, Booklab, 2011.
- Los niños y las niñas piensan de otra manera, Barcelona, Graó, 2017.
- Manuale di progettazione partecipata con bambini e bambine (con C. Belingardi, L. Morachimo, A. Prisco, D. Renzi), Bergamo, ZeroSeiUp, 2018.
- Manuale di guerriglia urbana. Per bambine e bambini che vogliono conoscere e difendere i loro diritti, Bergamo, ZeroSeiUp, 2019.
- Por qué la infancia, Barcelona, Editorial Destino, 2019.
- Un nonno per amico, Roma, Orecchio Acerbo, 2019.